# Seminario vescovile di San Miniato

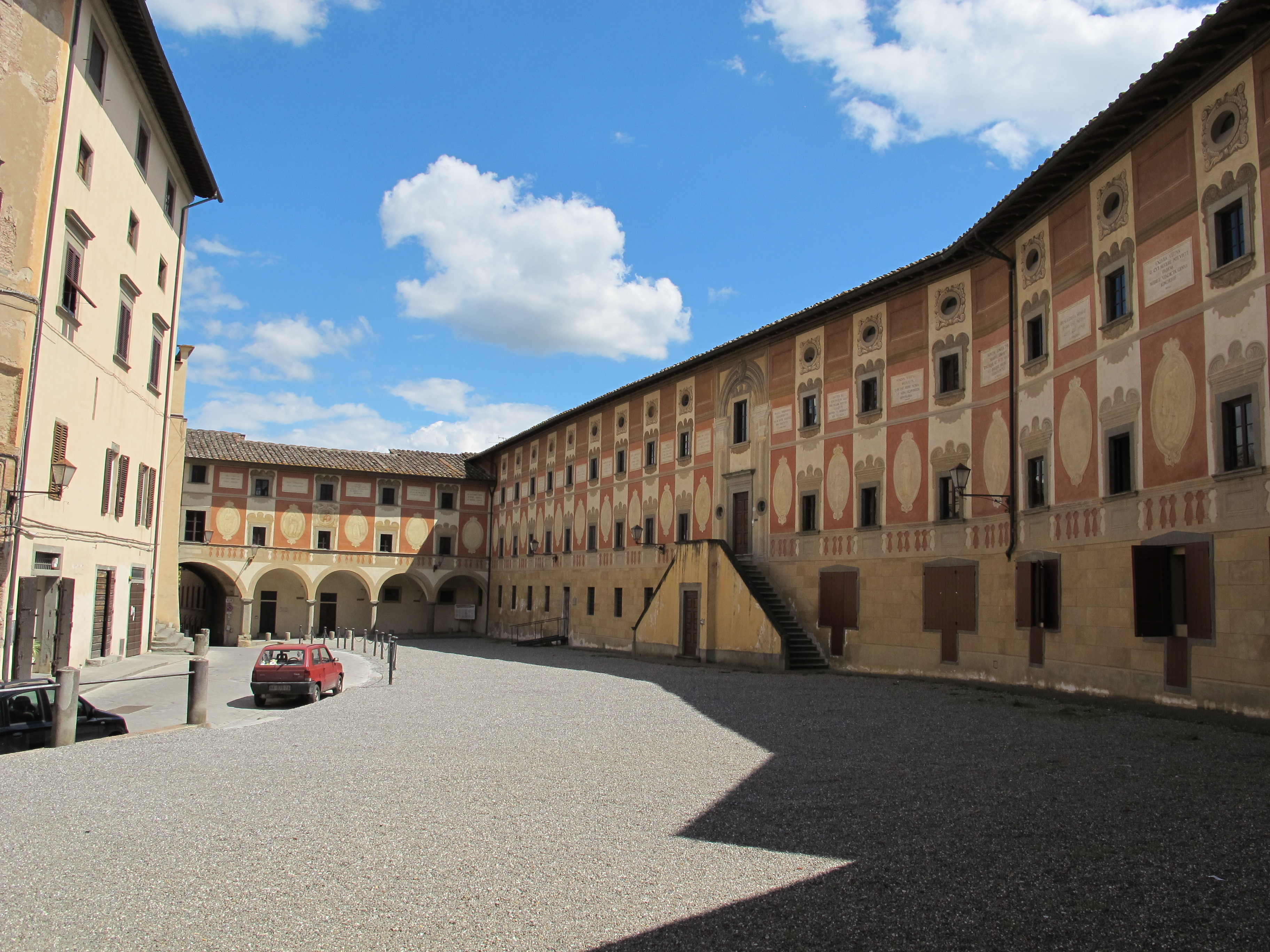
Il seminario vescovile

Il seminario vescovile si trova nel centro storico di San Miniato (Pisa), in piazza della Repubblica.

## Storia
Al momento che San Miniato divenne sede vescovile, venne decisa l'edificazione di un seminario, per la formazione del Clero. In una zona poco distante dal Duomo e dal Palazzo Vescovile, in una zona popolata di case e botteghe addossate alle mura cittadine, nel 1650 venne decisa la costruzione di un piccolo alloggio per 12 chierici. Negli anni si susseguirono gli ampliamenti fino al 1713 anno in cui l'edificio fu ultimato e inaugurato. 
La facciata a forma poliedrica, ha superficie concava in quanto lo sviluppo dell'edificio è stato vincolato alla cinta muraria. L'affrescatura della facciata con motti religiosi in latino risale al 1705, sempre al XVIII secolo è riferibile la doppia scalinata d'accesso.

## Descrizione
La facciata concava e decorata esternamente da affreschi e quadrature racchiude scenograficamente la piazza (un tempo chiamata piazza del Seminario, appunto), seguendo l'andamento delle antiche mura del castello di San Miniato. Risalente al 1650-1680, fu realizzato su preesistente, come le botteghe artigiane trecentesche che ancora si vedono al piano terra, tuttora dotate degli sporti su cui gli artigiani disponevano la loro merce. Il fronte fu decorato dal pittore fucecchiese Francesco Chimenti, che vi dipinse, nel primo Settecento, le Virtù accompagnate da trenta motti biblici e patristici dettati dal vescovo Francesco Maria Poggi.
All'interno del palazzo, nel refettorio si trova un'Ultima Cena di Dilvo Lotti. Prospetta sulla piazza il lato posteriore del palazzo vescovile.